# Arzacq-Arraziguet
Pour les articles homonymes, voir Arraziguet et Arzacq.
Arzacq-Arraziguet est une commune française, située dans le département des Pyrénées-Atlantiques en région Nouvelle-Aquitaine.

## Géographie

### Localisation
La commune d'Arzacq-Arraziguet se trouve dans le département des Pyrénées-Atlantiques, en région Nouvelle-Aquitaine.
Elle se situe à 31 km par la route de Pau, préfecture du département, et à 26 km d'Artix, bureau centralisateur du canton d'Artix et Pays de Soubestre dont dépend la commune depuis 2015 pour les élections départementales.
La commune est par ailleurs ville-centre du bassin de vie d'Arzacq-Arraziguet
Les communes les plus proches sont : 
Vignes (1,1 km), Poursiugues-Boucoue (3,2 km), Méracq (3,6 km), Louvigny (3,6 km), Coublucq (3,9 km), Philondenx (4,0 km), Cabidos (4,2 km), Mialos (4,6 km).
Sur le plan historique et culturel, Arzacq-Arraziguet fait partie de la province du Béarn, qui fut également un État et qui présente une unité historique et culturelle à laquelle s’oppose une diversité frappante de paysages au relief tourmenté.

### Communes limitrophes
Les communes limitrophes sont  Cabidos, Garos, Louvigny, Philondenx, Pimbo, Poursiugues-Boucoue et Vignes.
|         | Philondenx (Landes) | Pimbo (Landes)      |
| Cabidos | Arzacq-Arraziguet   | Poursiugues-Boucoue |
| Garos   | Louvigny            | Vignes              |

### Hydrographie

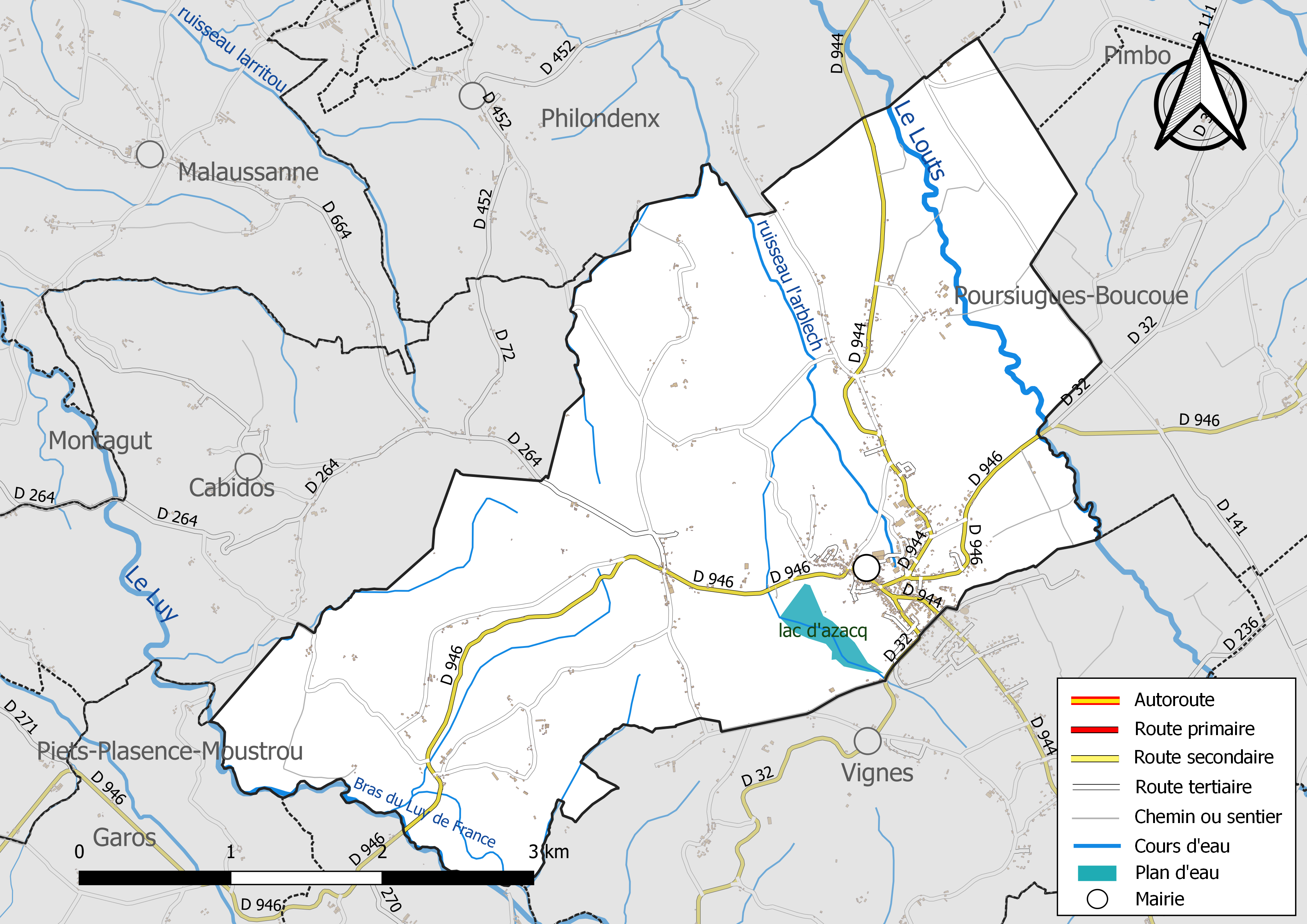
Réseaux hydrographique et routier d'Arzacq-Arraziguet.

La commune est drainée par le Luy, le Louts, le ruisseau l'arblech, un bras du Luy de France, et par divers petits cours d'eau, constituant un réseau hydrographique de 17 km de longueur totale,.
Le Luy, d'une longueur totale de 154,5 km, prend sa source dans la commune d'Espoey et s'écoule d'est en ouest. Il traverse la commune et se jette dans l'Adour à Rivière-Saas-et-Gourby, après avoir traversé 65 communes.
Le Louts, d'une longueur totale de 85,7 km, prend sa source dans la commune de Thèze et s'écoule d'est en ouest. Il traverse la commune et se jette dans l'Adour à Téthieu, après avoir traversé 33 communes.

### Climat
Pour des articles plus généraux, voir Climat de la Nouvelle-Aquitaine et Climat des Pyrénées-Atlantiques.
Historiquement, la commune est exposée à un climat de montagne.  
En 2020, Météo-France publie une typologie des climats de la France métropolitaine dans laquelle la commune est dans une zone de transition entre le climat océanique et le climat de montagne et est dans la région climatique Pyrénées atlantiques, caractérisée par une pluviométrie élevée (>1 200 mm/an) en toutes saisons, des hivers très doux (7,5 °C en plaine) et des vents faibles.
Pour la période 1971-2000, la température annuelle moyenne est de 13,4 °C, avec une amplitude thermique annuelle de 14,6 °C. Le cumul annuel moyen de précipitations est de 1 123 mm, avec 11,4 jours de précipitations en janvier et 8,1 jours en juillet. Pour la période 1991-2020, la température moyenne annuelle observée sur la station météorologique la plus proche, située sur la commune de Pomps à 12 km à vol d'oiseau, est de 14,1 °C et le cumul annuel moyen de précipitations est de 1 062,2 mm,. Pour l'avenir, les paramètres climatiques de la commune estimés pour 2050 selon différents scénarios d’émission de gaz à effet de serre sont consultables sur un site dédié publié par Météo-France en novembre 2022.

### Milieux naturels et biodiversité
Aucun espace naturel présentant un intérêt patrimonial n'est recensé sur la commune dans l'inventaire national du patrimoine naturel,,.

## Urbanisme

### Typologie
Au 1er janvier 2024, Arzacq-Arraziguet est catégorisée bourg rural, selon la nouvelle grille communale de densité à sept niveaux définie par l'Insee en 2022.
Elle est située hors unité urbaine. Par ailleurs la commune fait partie de l'aire d'attraction de Pau, dont elle est une commune de la couronne,. Cette aire, qui regroupe 227 communes, est catégorisée dans les aires de 200 000 à moins de 700 000 habitants,.

### Occupation des sols

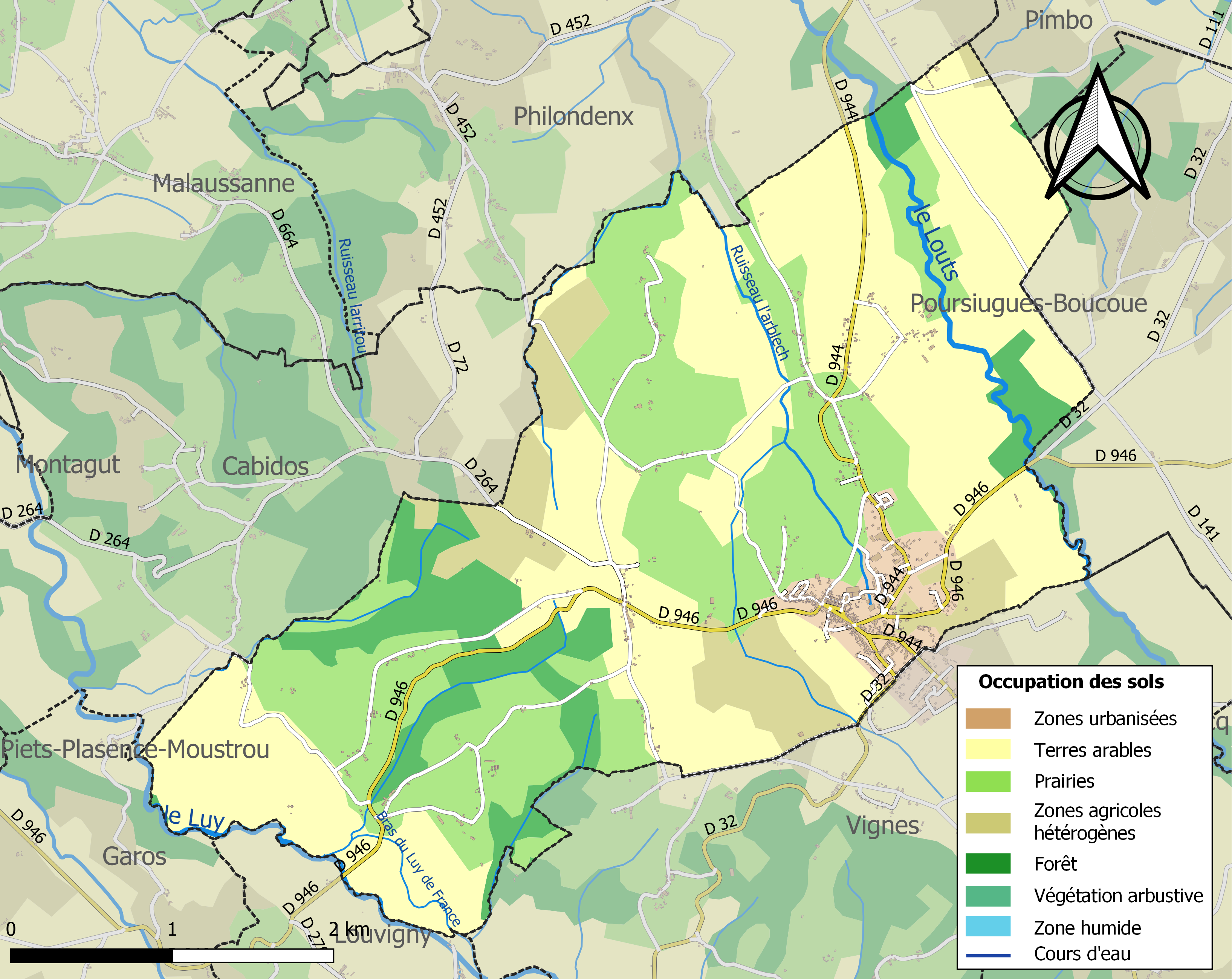
Carte des infrastructures et de l'occupation des sols de la commune en 2018 (CLC).

L'occupation des sols de la commune, telle qu'elle ressort de la base de données européenne d’occupation biophysique des sols Corine Land Cover (CLC), est marquée par l'importance des territoires agricoles (86,2 % en 2018), une proportion sensiblement équivalente à celle de 1990 (86,8 %). La répartition détaillée en 2018 est la suivante : 
terres arables (45,5 %), prairies (31,9 %), forêts (9,9 %), zones agricoles hétérogènes (8,8 %), zones urbanisées (3,9 %). L'évolution de l’occupation des sols de la commune et de ses infrastructures peut être observée sur les différentes représentations cartographiques du territoire : la carte de Cassini (XVIIIe siècle), la carte d'état-major (1820-1866) et les cartes ou photos aériennes de l'IGN pour la période actuelle (1950 à aujourd'hui).

### Lieux-dits et hameaux
- l'Abattoir[6]
- Barot[6]
- Borde[6]
- La Borde[6]
- Brioulou[6]
- Castéra[6]
- Castetber[24],[6]
- Chatou[6]
- Collongues[6]
- Couillet[6]
- Coutet[6]
- Cruhot[25],[6]
- Cussou[6]
- Gaillat[6]
- Gariman[6]
- Gibardéou[26],[6]
- Glesia[27]
- Gouaillard[6]
- Higuères[6]
- Hournas[6]
- Jouanlanne[6]
- Labère[28],[6]
- Labus[6]
- Lacoste[6]
- Lafitte (deux lieux-dits)[6]
- Lafounta[6]
- Lafume[6]
- Lahon[6]
- Lanot[6]
- Larribaou[6]
- Lasterrières[6]
- Laulhé[6]
- Lhamounet[6]
- Licorne[6]
- Loué[6]
- Loustalet[6]
- Massou[6]
- Millet[6]
- Nabailh[6]
- Naude[6]
- Ninot[6]
- Piarrot[6]
- Pifre[6]
- Pigat[6]
- Pountet[6]
- Pouy[6]
- Rouquet[6]
- Roux[6]
- Salles[29]
- Sicut[6]
- Sobole[6]
- Ten[6]
- Tristan[30],[6]
- Vialé[31],[27],[6]

### Voies de communication et transports
La commune est desservie par les routes départementales D 944 et  D 946 ainsi que par les D 32 et D 264.
Deux lignes de bus la relient à Pau (Citram et Marette).

### Risques majeurs
Le territoire de la commune d'Arzacq-Arraziguet est vulnérable à différents aléas naturels : météorologiques (tempête, orage, neige, grand froid, canicule ou sécheresse), inondations et séisme (sismicité modérée). Il est également exposé à un risque technologique, la rupture d'un barrage. Un site publié par le BRGM permet d'évaluer simplement et rapidement les risques d'un bien localisé soit par son adresse soit par le numéro de sa parcelle.

#### Risques naturels
Certaines parties du territoire communal sont susceptibles d’être affectées par le risque d’inondation par une crue torrentielle ou à montée rapide de cours d'eau, notamment le Louts et le Luy. La commune a été reconnue en état de catastrophe naturelle au titre des dommages causés par les inondations et coulées de boue survenues en 1982, 1983, 1992, 2008 et 2009,.

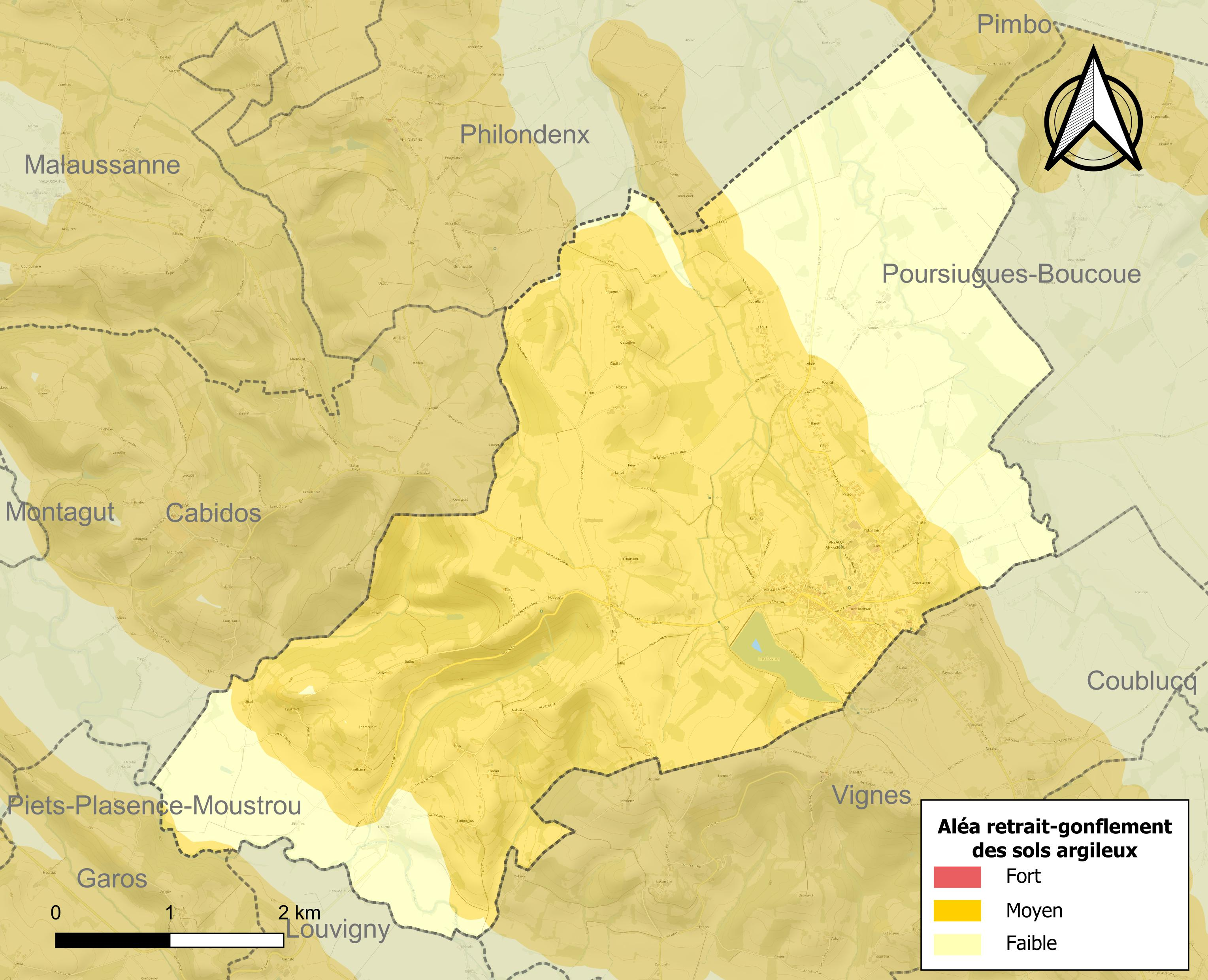
Carte des zones d'aléa retrait-gonflement des sols argileux d'Arzacq-Arraziguet.

Le retrait-gonflement des sols argileux est susceptible d'engendrer des dommages importants aux bâtiments en cas d’alternance de périodes de sécheresse et de pluie. 67,8 % de la superficie communale est en aléa moyen ou fort (59 % au niveau départemental et 48,5 % au niveau national). Depuis le 1er octobre 2020, en application de la loi ELAN, différentes contraintes s'imposent aux vendeurs, maîtres d'ouvrages ou constructeurs de biens situés dans une zone classée en aléa moyen ou fort,.

#### Risque technologique
La commune est en outre située en aval de barrages de classe A. À ce titre elle est susceptible d’être touchée par l’onde de submersion consécutive à la rupture de cet ouvrage.

## Toponymie
Le toponyme Arraziguet apparaît sous la forme altérée Raviguet (1793 ou an II) et n’est pas mentionné sur la carte de Cassini (fin XVIIIe siècle). Michel Grosclaude indique que l’origine du toponyme est arrasic (« racine » en gascon), augmenté du suffixe collectif -etum, ce qui donne « amas de racines, souches ».
Le toponyme Arzacq apparaît sous les formes 
Arsac (1385, censier de Béarn), 
Lo marcat d'Arsac (1542, réformation de Béarn), marché auquel on venait de la Soule et le Basse-Navarre, 
Arzac (1620, relation du voyage de Louis XIII à Pau) et 
Arzac sur la carte de Cassini (fin XVIIIe siècle).
Son nom, gascon, est écrit Arsac ou Arzac. L'hypothèse d'un ancien propriétaire gallo-romain *Arsius, (dans un terroir alors aquitanien) ne tient pas. Arzac s'explique comme la contraction d'un *arrazac de même sens qu'Arraziguet (http://www.gasconha.com Arzacq-Arraziguet).
Cherre désignait un hameau d’Arzacq, mentionné par le dictionnaire de 1863.
Le toponyme Vialé apparaît sous la forme Le Vialé (1863, dictionnaire topographique Béarn-Pays basque).

## Histoire
Arzacq est une bastide à la limite de la Chalosse. Ancien évêché de Lescar mais Généralité d'Auch. Sa trève Vignes (Binhes) était en Béarn. Arzacq a été pénétré d'influences venues de la plaine béarnaises (architecture du XVIIIe s.).
Les 14 et 15 octobre 1620, Louis XIII fit étape à Arzacq en se rendant à Pau. Les deux jurats de la ville étaient alors Pierre Dubern et Dominique de Meylon. En 1656 les jurats portent exactement les mêmes noms mais sont des fils ou neveux des précédents.
En 1790, le canton d'Arzacq comptait les mêmes communes qu'aujourd'hui à l'exception du village de Riumayou, mais avec la commune de Momas.
Arraziguet s'est unie à Arzacq le 7 septembre 1845.
En 1922, après la Première Guerre mondiale, Arzacq-Arraziguet parraine la reconstruction du village de Violaines dans le Pas-de-Calais. La commune s'engage, lors du conseil municipal du 24 juin 1922, à prendre à son compte le remboursement d'un emprunt de 100 000 francs sur 30 ans.

## Politique et administration

### Liste des maires
| Période                                  | Période  | Identité           | Étiquette | Qualité                                                                        |
| ---------------------------------------- | -------- | ------------------ | --------- | ------------------------------------------------------------------------------ |
| av.1937                                  | ?        | Fernand Mimbielle  | PPF       | Notaire, conseiller d'arrondissement du canton d'Arzacq-Arraziguet (1937-1940) |
| Les données manquantes sont à compléter. |          |                    |           |                                                                                |
| 1995                                     | 2020     | Henri Fam          |           |                                                                                |
| 2020                                     | En cours | Jean-Pierre Crabos |           |                                                                                |

### Intercommunalité
Arzacq-Arraziguet appartient à trois structures intercommunales :
- la communauté de communes des Luys en Béarn ;
- le syndicat AEP d'Arzacq ;
- le syndicat d'énergie des Pyrénées-Atlantiques.

### Jumelages
Au 3 septembre 2019, Arzacq-Arraziguet est jumelée avec :
- Schwarzach (Allemagne) depuis 1995[51],[52], en Bavière ;
- Luna (Espagne) depuis 2004, en Aragon.

## Population et société

### Démographie
Le nom des habitants est Arzaqués, francisé Arzacquois,.
L'évolution du nombre d'habitants est connue à travers les recensements de la population effectués dans la commune depuis 1793. Pour les communes de moins de 10 000 habitants, une enquête de recensement portant sur toute la population est réalisée tous les cinq ans, les populations de référence des années intermédiaires étant quant à elles estimées par interpolation ou extrapolation. Pour la commune, le premier recensement exhaustif entrant dans le cadre du nouveau dispositif a été réalisé en 2004.

En 2022, la commune comptait 1 052 habitants, en évolution de −4,8 % par rapport à 2016 (Pyrénées-Atlantiques : +3,78 %, France hors Mayotte : +2,11 %).
| 1793 | 1800 | 1806  | 1821  | 1831 | 1836 | 1841  | 1846  | 1851  |
| ---- | ---- | ----- | ----- | ---- | ---- | ----- | ----- | ----- |
| 810  | 741  | 1 100 | 1 004 | 976  | 957  | 1 286 | 1 326 | 1 346 |

| 1856  | 1861  | 1866  | 1872  | 1876  | 1881  | 1886  | 1891  | 1896  |
| ----- | ----- | ----- | ----- | ----- | ----- | ----- | ----- | ----- |
| 1 319 | 1 296 | 1 250 | 1 224 | 1 264 | 1 229 | 1 174 | 1 143 | 1 077 |

| 1901  | 1906  | 1911  | 1921 | 1926 | 1931 | 1936 | 1946 | 1954 |
| ----- | ----- | ----- | ---- | ---- | ---- | ---- | ---- | ---- |
| 1 091 | 1 118 | 1 104 | 986  | 954  | 959  | 963  | 906  | 916  |

| 1962 | 1968 | 1975 | 1982 | 1990 | 1999 | 2004 | 2006  | 2009  |
| ---- | ---- | ---- | ---- | ---- | ---- | ---- | ----- | ----- |
| 958  | 917  | 865  | 826  | 807  | 889  | 978  | 1 000 | 1 007 |

| 2014  | 2019  | 2022  | - | - | - | - | - | - |
| ----- | ----- | ----- | - | - | - | - | - | - |
| 1 082 | 1 057 | 1 052 | - | - | - | - | - | - |

De 1793 à 1836, la population indiquée ne reflète que celle d'Arzacq, encore séparé d’Arraziguet, dont la population durant cette même période est décrite ci-dessous.
| 1793 | 1800 | 1806 | 1821 | 1831 | 1836 |
| ---- | ---- | ---- | ---- | ---- | ---- |
| 222  | 254  | -    | 303  | 290  | 290  |

### Enseignement
La commune dispose d'une école élémentaire et d'un collège.
Arzacq possède également une maison de la formation et un relais assistance maternelle.

### Sports
- Nord Béarn XV fondé en 1997 par la fusion de l'association sportive garlinoise et des Lévriers arzacquois.

## Culture locale et patrimoine

### Lieux et monuments

#### Patrimoine civil
La période gallo-romaine de la commune fait l'objet d'une description par le ministère de la Culture.
La commune possède un ensemble fortifié, nommé motte la Tourette, dont la construction s'est étendue du Xe siècle au XIVe siècle, et qui comprend une église, une basse-cour, une motte, un fossé et une enceinte.
Des fermes d'Arzacq-Arraziguet (lieux-dits Castetber, Gibardéou, Cruhot, Salles, Tristan) datent du XIXe siècle.
De même un lavoir fut construit au XIXe siècle près du lieu-dit Labère.
Des maisons de maître, du XVe siècle au XXe siècle sont également recensées par le ministère de la Culture telles que celles de la place du Marcadieu (maison Mimbielle des XVIIIe et XXe siècles et une maison du XVIIIe siècle, la poste (XIXe siècle), des maisons de la place de la République datant pour l'une des XVe, XVIe et XIXe siècles et d'autres du XVIIIe et XIXe siècles, la maison presbytère (XIXe siècle). Il faut également noter l'actuelle boucherie de la place de la République qui date des XVe, XVIe et XXe siècles. Sur cette même place se dresse un manoir qui tient ses origines du XVe siècle et qui a été remanié durant les siècles suivants, servant aujourd'hui de café.
Enfin un monument aux morts de la guerre de 1914-1918 est également recensé par le ministère de la Culture (Inventaire général du patrimoine culturel) sur cette même place.
La mairie possède un tableau de Paul Mirat représentant l'arrivée de Louis XIII à Arzacq le 14 octobre 1620.
Un musée du jambon se trouve à Arzacq, et retrace l'histoire du jambon de Bayonne.
Les arènes dédiées aux courses vasconnes ou courses de vaches "landaises" ont été rebâties.

#### Patrimoine religieux
L'église Saint-Pierre date du XIXe siècle. Elle recèle des sculptures,,,, divers mobiliers,,,,, et vingt-trois verrières d'Émile Thibaud, recensés par le ministère de la Culture (Inventaire général du patrimoine culturel).
Arzacq-Arraziguet est une étape sur la via Podiensis (ou route du Puy), l'un des chemins contemporains du pèlerinage de Saint-Jacques-de-Compostelle, qui part du Puy-en-Velay et se prolonge jusqu'au col de Roncevaux et, de là, à Saint-Jacques-de-Compostelle. À ce titre, le blason de la ville s'orne de trois coquilles.

### Personnalités liées à la commune
- Damien Catalogne, né à Arzacq en 1856 et décédé à Arzacq en 1934, est un homme politique français.
- Georges Visat, né le 2 janvier 1910, à Foce Di Mela (Corse), et mort le 2 février 2001, à Arzacq-Arraziguet, est un graveur, éditeur d’art et peintre français.

### Héraldique
| Blason | Blasonnement : De gueules au lévrier courant d'or surmonté d'un croissant du même, au chef cousu d'azur chargé de trois coquilles aussi d'or. |